# Chevrolet Beauville
La Chevrolet Beauville est à l'origine une option break pour la Chevrolet Bel Air de 1954. Le nom a ensuite été ressuscité en tant que finition de fourgonnette full-size pour la Chevrolet Van en 1970. Les deux étaient liés au Chevrolet Townsman de finition inférieure.

## 1954
En 1954, Chevrolet a présenté le Beauville break 4 portes en option pour la ligne Bel Air. Il était livré en standard avec un moteur 6 cylindres et comportait une garniture en similibois autour des fenêtres latérales.

## 1955
En 1955, le Beauville break 4 portes est équipée de série d'un moteur 6 cylindres ou d'un V8 couplé à une transmission manuelle.
| Type de Beauville                        | Production | Prix standard                      |
| ---------------------------------------- | ---------- | ---------------------------------- |
| Bel Air Beauville break 4 portes de 1955 | 24 313     | 6 cylindres = 2 262 $ V8 = 2 361 $ |

## 1956
En 1956, le Beauville est également devenu une option break pour la Chevrolet 210.
| Type de Beauville                                                                                    | Production | Prix standard                      | Nombre de places |
| --- | ---------- | ---------------------------------- | ---------------- |
| 210 Beauville break 4 portes de 1956                                                                 | 17 988     | 6 cylindres = 2 348 $ V8 = 2 447 $ | 9 places         |
| Bel Air Beauville break 4 portes de 1956 (Les V8 et 6 cylindres ont des bandes chromées différentes) | 13 279     | 6 cylindres = 2,482 $ V8 = 2 581 $ | 9 places         |

### Moteurs
Les break Chevrolet proposent une grande variété de moteurs allant du 6 cylindres de 142 ch (104 kW) au V8 de 228 ch (168 kW).
Un moteur de base offert par Chevrolet en 1956 était un moteur à 6 cylindres de 3 859 cm3 avec un bloc en fonte et un taux de compression de 8 pour 1. Il était carburé, avec un carburateur Rochester à un corps et produisait 142 ch (104 kW) à 4 200 tours par minute. Un autre moteur de base offert par Chevrolet en 1956 était un V8 de 4 340 cm3 avec un carburateur double corps avec 164 ch (121 kW) à 4 400 tr/min.
En 1956, deux autres V8 de 4 340 cm3 ont été proposés, mais les deux avaient un taux de compression de 9,25:1, des carburateurs à 4 corps et un double échappement. Le moteur Turbo-Fire 225 était équipé de 2 carburateurs Carter à 4 corps et produisait 228 ch (168 kW) à 5 200 tr/min tandis que le moteur Turbo-Fire 205 avait un seul carburateur à 4 corps avec un pic de 208 ch (153 kW) à 4 600 tr/min.

## 1957
En 1957, le break Beauville n'était pas proposé sur la ligne Bel Air, uniquement sur la 210.
| Type de Beauville                    | Production | Prix standard                      | Nombre de places |
| ------------------------------------ | ---------- | ---------------------------------- | ---------------- |
| 210 Beauville break 4 portes de 1957 | 21 803     | 6 cylindres = 2 563 $ V8 = 2 663 $ | 9 places         |

En 1957, les moteurs offerts par Chevrolet dans le 210 Beauville étaient un 6 cylindres avec 142 ch (104 kW), un V8 avec 164 ch (121 kW) et un certain nombre de V8, le plus puissant étant le super turbo-fire 283 atteignant 287 ch (211 kW). Le super turbo-fire 283 était un moteur à injection de carburant qui était une option à 550 $ en 1957,.